# رامپور کاپ
رامپور کاپ نام روستایی در منطقه روتاهات در ناحیه نارایانی در جنوب شرقی کشور نپال است.

## جمعیت
در سرشماری سال ۱۹۹۱، جمعیت این روستا ۳۱۹۴ نفر اعلام شد که شامل ۵۹۴ خانوار می‌شد.